# Masacrul de la Colegiul Politehnic din Kerci
Masacrul de la Colegiul Politehnic din Kerci a fost un atac armat ce a avut loc pe data de 17 octombrie 2018 în Kerci, Crimeea, în cursul căruia au fost folosite dispozitive explozive improvizate. În cursul acestui atac, Vladislav Roslyakov, student în vârstă de 18 ani a ucis 20 și a rănit alte 70 de persoane mai înainte de a se sinucide. A fost cel mai mortal atac în cadrul unei instituții educaționale din fosta Uniune Sovietică, de la masacrul care a avut loc la școala din Beslan, în anul 2004.

## Atac

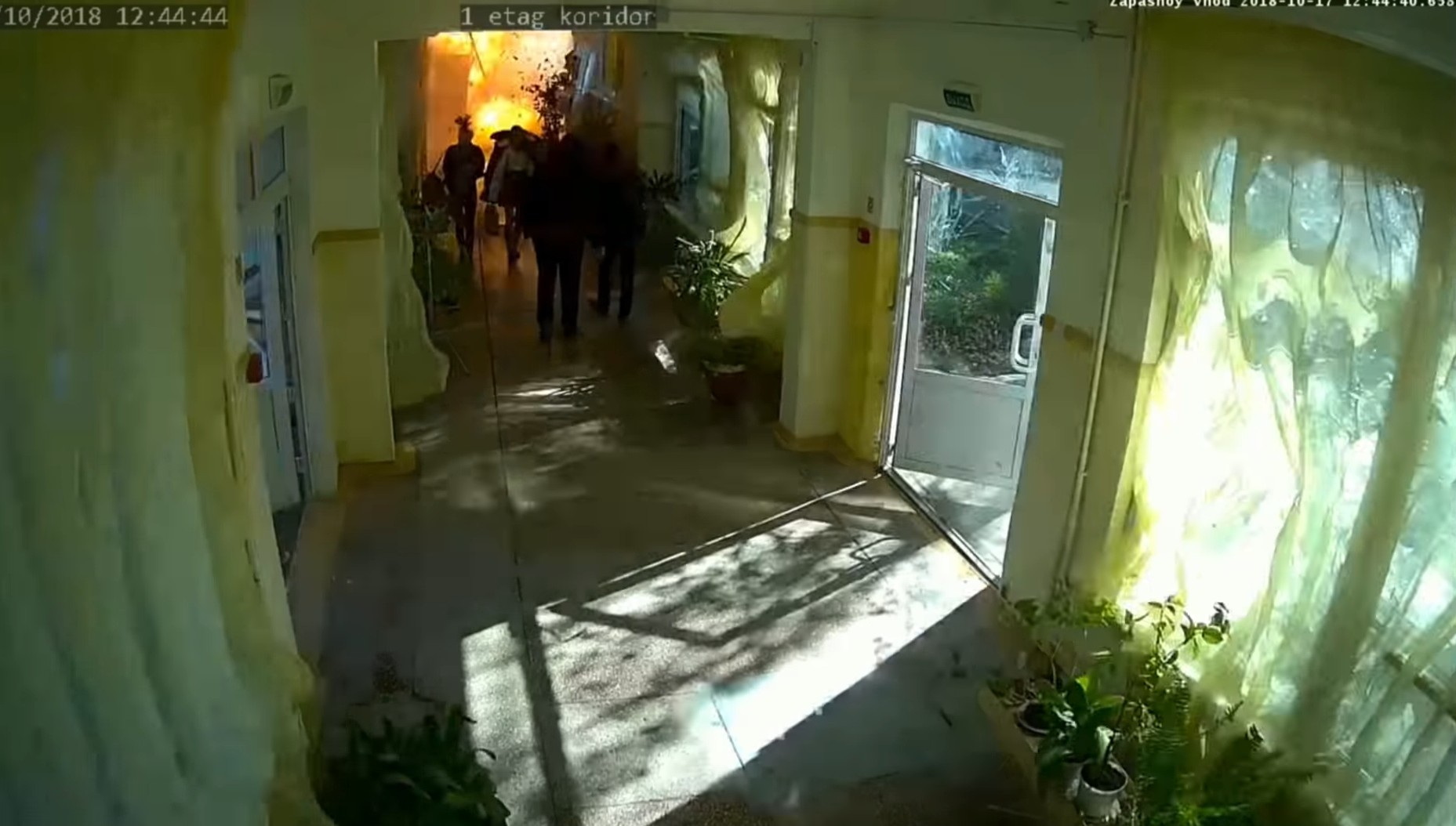
Momentul când dispozitivul exploziv improvizat cu șrapnel a fost detonat în cantina colegiului.

Vladislav Roslyakov a achiziționat o pușcă pe 8 Septembrie 2018 și 150 cartușe legal la un magazin de arme pe 13 Octombrie 2018. Roslyakov a pășit pe teritoriul Colegiului Politehnic pe 17 October 2018 la aproximativ ora 10:02 și într-un timp scurt a început atacul. Un supraviețuitor al incidentului precizează că atacul a durat mai mult de 15 minute.
Mai mulți martori au descris un singur individ înarmat deplasânduse pe coridoarele colegiului și deschizând foc asupra studenților și profesorilor. Roslyakov a deschis foc și asupra monitoarelor de calculator, ușilor încuiate, și stingătoarelor. Un dispozitiv exploziv improvizat cu șrapnel a fost detonat în timpul atacului, și autoritățile locale au precizat că au dezamorsat mai multe explozibile improvizate în aflate în jurul campusului. Totuși, inițial au fost variați în experiențele supraviețuitorilor al incidentului, unii pretinzând că doar un explozibil a fost detonat, în timp ce alți pretinzând că doar foc a fost deschis alături de grenăzi.

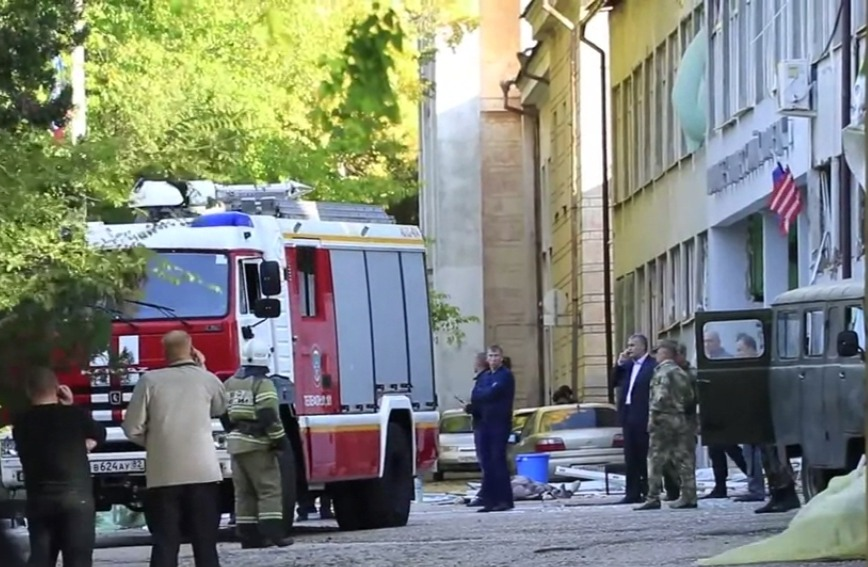
Serviciile de urgență la locul masacrului

Website-ul orașului a precizat că explozia avut loc la parter deși atacul armat a avut loc la al doilea etaj. CNN a raportat că canalul statului de televiziune Rusia-24 a precizat că 200 de autorități militare s-au deplasat la colegiu. Timpul luat pentru ca autoritățile să se deplaseze diferă printre spusele martorilor, ceea ce a fost în jur de 10 și 15 minute deși stația de poliție este în apropriere de 300 metri a colegiului. Atacul s-a sfârșit când Roskyakov s-a sinucis în librăria colegiului
Imagini video grafice ale atacului au fost surprinse de camerele de supraveghere ale școlii și postate ulterior atât pe canalul YouTube al programului de știri Vesti.Krym cât și pe site-ul său. Imaginile video au fost ulterior eliminate de pe ambele site-uri la scurt timp.

Victime ucise:
• Vladislav Roslyakov (18) (autor)
• Boldina (17)
• Verdibozhenk (15)
• Victoria Demchuk (16)
• Ruden Juraev (16)
• Anna Zhuravleva (19)
• Alina Kerova (16)
• Alexey Lavrinovich (19)
• Egor Perepelkin (17)
• Vladislav Lazarev (19)
• Ruslan Lysenko (17)
• Roman Karymov (21)
• Danil Pipenko (16)
• Sergey Stepanenko (15)
• Nikita Florensky (16)
• Daria Chegerest (16)
• Anastasia Baklanova (26)
• Svetlana Baklanova (57)
• Larisa Kudryavtseva (62)
• Olexander Moiseenko (46)
• Lyudmila Ustenko (65)

## Victime
Comitetul Național Antiterorism al Rusiei a declarat că majoritatea victimelor erau adolescenți. Cincisprezece elevi și cinci profesori au murit.
Viceprimarul Kerci, Dilyaver Melgaziyev, a clarificat inițial zvonurile pe 18 octombrie conform cărora șase dintre cei decedați aveau sub 18 ani. Această cifră a fost ulterior revizuită la unsprezece.
Autoritățile din Crimeea au publicat o listă cu primele 20 de victime care au fost ucise.
Ministrul rus al Sănătății Veronika Skvortsova a declarat reporterilor că un total de 70 de persoane au fost rănite, dintre care 10 au fost descrise ca fiind într-o stare „critică”, inclusiv cinci în comă.
Președintele Consiliului de Stat al Crimeei, Vladimir Konstantinov, a anunțat că familiile victimelor vor primi compensații financiare, discuțiile preliminare sugerând că plățile vor fi de 1 milion de ruble (13577,73 USD) din bugetul federal rus și 1 milion de ruble din bugetul local.

## Autor
Atacul a fost comis de un student în anul IV al colegiului, Vladislav Igorevich Roslyakov (în rusă: Владисла́в И́горевич Росляко́в, 2 mai 2000 - 17 octombrie 2018). Avea 18 ani la momentul masacrului.
Când Roslyakov avea în jur de zece ani, părinții săi s-au despărțit când tatăl său a suferit o accidentare gravă la cap, după care a devenit invalid, a început să bea alcool și l-a abuzat pe Roslyakov, mama lui și alte rude. Roslyakov a studiat la o școală locală fără interes și note slabe. Avea puțini prieteni, iar activitățile sale includeau armele și jocurile video. În 2015 a intrat în facultate pentru a studia electrică. În facultate, a dezvoltat un interes pentru explozibili și arme și a început să aducă în clasă o baionetă cu cuțit. Într-o zi, a eliberat spray cu piper într-un curs și nu a reușit să-și explice acțiunile. Mama lui, martoră a lui Iehova, i-a limitat activitatea socială, i-a percheziționat buzunarele și a refuzat să-i permită să meargă la cinema sau să folosească un computer, permițându-i acestuia din urmă doar când a împlinit 16 ani.
În zilele imediat înainte de atac, Roslyakov a declarat că nu crede în viața de apoi. În ajunul atacului, potrivit vecinilor, Roslyakov a ars o Biblie în care evidențiase versete, împreună cu telefonul său mobil și alte cărți.
Un prieten a susținut că Roslyakov „ura foarte mult politehnica” și a jurat să se răzbune pe profesorii săi. Au existat, de asemenea, rapoarte conform cărora ar fi putut fi agresat. Potrivit unei foste iubite, Roslyakov a informat-o că și-a pierdut încrederea în oameni când colegii săi au început să-l ridiculizeze pentru că este diferit. În zilele dinaintea atacului, el a discutat despre ignoranța celorlalți, lipsa de scop în viața lui, atacurile armate și sinucidere pe rețelele sociale. Roslyakov a fost într-o serie de comunități online dedicate criminalilor în serie.
Imaginile surprinse de camerele de supraveghere ale incidentului îl arată pe Roslyakov purtând pantaloni negri și un tricou alb împodobit cu cuvântul rusesc „НЕНАВИСТЬ” („URĂ”), în timp ce poartă o pușcă Hatsan Escort Aimguard de tip acțiune pompă, calibrul 12, cu mâner de pistol. Îmbrăcămintea lui este asemănătoare cu cea a lui Eric Harris, unul dintre autorii masacrului de la Liceul Columbine din 1999, ceea ce duce la speculații că masacrul a fost o crimă imitată. Potrivit unor tabloide rusești, el fusese membru al diferitelor cluburi de fani Eric Harris și Dylan Klebold pe rețelele de socializare și și-a informat prietenii despre credința sa că „ar fi bine să avem un masacru”, făcând referire în mod specific la liceul Columbine. Mai mult decât atât, el a menționat că credința sa în cei doi autori sunt „superioare”. La fel ca Eric Harris, Roslyakov s-a sinucis în biblioteca colegiului, împușcându-se cu pușca lui.

## Investigație
Comitetul de Investigații al Rusiei a clasificat inițial atacul drept terorism, dar ulterior l-a schimbat în ucidere în masă. După primele informații despre un presupus atac terorist la Kerci, mulți politicieni ruși și mass-media au sugerat că evenimentele au fost activitățile „sabotorilor ucraineni” și că guvernul ucrainean este responsabil, dar și-au schimbat opiniile după ce au apărut mai multe informații, în timp ce alții s-au întrebat dacă Roslyakov a fost suficient verificat înainte de a i se permite să cumpere o armă și muniție, ceea ce Roslyakov a făcut în mod legal.
În zilele imediat urmând masacrului, anchetatorii au cercetat trecutul lui Roslyakov în încercarea de a stabili motivul exact al acestuia. Acești anchetatori au mai dezvăluit că, în cele din urmă, au tratat incidentul ca pe un atac armat calculat în școală. Oficialii investighează preocupări în acest caz, cum ar fi unde Roslyakov a primit cele 30.000–40.000 de ruble (480–640 USD, 2170–3075 RON) pentru armă și unde a învățat să folosească acele arme. S-a descoperit că Roslyakov a obținut un permis de armă în 2018 și deținea pușca în mod legal, după ce a absolvit o pregătire legală privind securitatea armelor și a prezentat toate documentele necesare, inclusiv raportul medical. A frecventat periodic un club de tir. Cu puțin timp înainte de atac, el a cumpărat în mod legal 150 de cartușe de muniție.
Comitetul de anchetă a ordonat o evaluare psihiatrică a lui Roslyakov post-mortem. Prim-ministrul Crimeei Serghei Aksyonov a declarat la 18 octombrie că este posibil ca autorul să aibă un complice, iar poliția o căuta pe persoana „care îl antrena” pe Roslyakov pentru crimă. Cu toate acestea, pe 9 noiembrie 2018, Comitetul de investigație a ajuns la concluzia că Roslyakov a acționat singur.

## Reacțiile publicului
Prim-ministrul Crimeei Serghei Aksyonov a anunțat că vor fi trei zile de doliu. Președintele Consiliului de Stat al Crimeei, Vladimir Konstantinov, a spus că este imposibil de conceput că suspectul de 18 ani Vladislav Roslyakov a pregătit singur atacul spunând „Pe teren, a acționat singur, asta este deja cunoscut și stabilit, dar în opinia mea și în opinia colegilor mei, acest reprobabil nu ar fi putut efectua pregătirile.”
Serghei Mihailovici Smirnov, șef adjunct al Serviciului Federal de Securitate al Rusiei (FSB), a spus că serviciile de securitate trebuie să aibă un control mai mare asupra internetului. Președintele rus Vladimir Putin a declarat la Clubul de discuții Valdai din Soci că atacul părea a fi rezultatul globalizării, al rețelelor sociale și al internetului și că „totul a început cu evenimentele tragice din școlile din SUA... nu producem conținut sănătos pentru tineri... ceea ce duce la tragedii de acest gen.” Unii au considerat că remarcile fac parte din rușii care dă vina pe Occident pentru atac și o legătură cu trecutul său ca șef al Kremlinului și FSB înainte de a deveni președinte despre care The Irish Times a spus că „suspectează internetul și rețelele sociale, văzându-le ca tehnologii dominate de vest care pot fi folosite pentru a stârni disidența și protestele de stradă”.
Analistul politic rus Serghei Mikheyev de la televiziunea de stat rusă a pus atacul pe seama „subculturii occidentale”, susținând că „își construiește matricea pe cultul violenței... cel care are o armă în mâini are dreptate. Acesta este un pur american. abordare a problemei.” Unele mass-media au considerat că remarcile fac parte din rușii care dă vina pe Occident pentru atac.
Liderii mai multor țări și-au exprimat condoleanțe victimelor atacului, inclusiv Armenia, Estonia, Finlanda, Germania, Italia, Thailanda, Regatul Unit și Venezuela. Președintele ucrainean Petro Poroșenko și-a exprimat condoleanțe victimelor, pe care le-a descris drept cetățeni ucraineni, afirmând că Parchetul General al Republicii Autonome Crimeea a inițiat proceduri penale în temeiul articolului „act de terorism”. Secretarul general al Consiliului Europei Thorbjørn Jagland și secretarul general al Națiunilor Unite António Guterres și-au exprimat, de asemenea, condoleanțe.
Unele ziare au descris atacul drept „Columbine-ul Rus”, o referire la masacrul din liceul american din 1999. Steven Rosenberg a spus că atacul nu ar trebui să fie surprinzător, deoarece a remarcat că au avut loc deja cinci atacuri în școli din Rusia în 2018, unde un număr de copii au fost răniți. Un articol de la Telegraph a susținut, de asemenea, că au avut loc o jumătate de duzină de atacuri școlare în Rusia în 2018, deși susținea că incidentele anterioare au implicat mai degrabă cuțite și pistoale traumatice decât arme de foc de mare putere.

## După incident

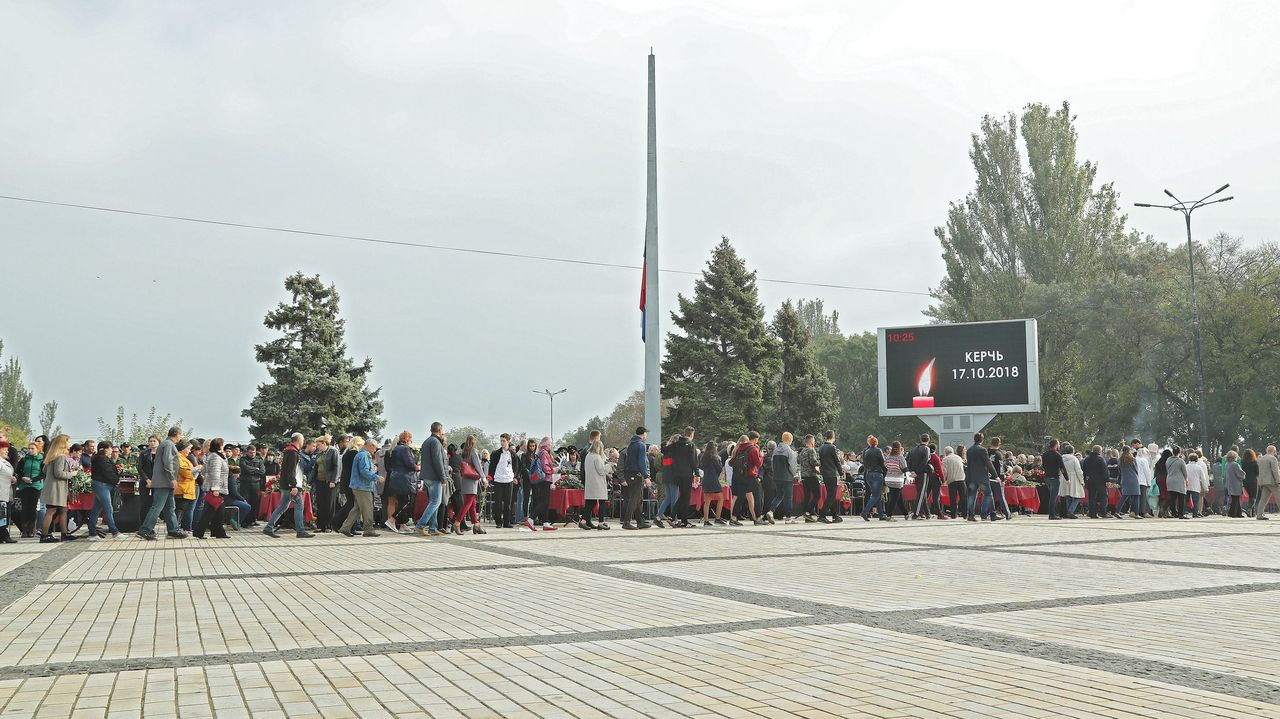
O procesiune de îndoliați participă la un memorial al victimelor pe 19 octombrie

Elevii s-au întors la studii pe 23 octombrie, cu puncte de control la intrări la care se confirmă identitățile studenților. Un purtător de cuvânt al Direcției Regiunii Rostov a Ministerului de Urgență al Rusiei, a declarat reporterilor: „A fost efectuată o examinare. Conform informațiilor preliminare, nu există niciun pericol de prăbușire [a clădirii]”.

### Incidente imitatoare
Pe 28 mai 2019, un student din Volsk, Regiunea Saratov, Rusia a comis un atac cu un topor și cocktailuri Molotov, care a lăsat o fată grav rănită. Atacatorul, Daniil Pulkin, în vârstă de 15 ani, era obsedat de Roslyakov. În august 2020, minorul a fost condamnat la șapte ani de închisoare într-o sală pentru minori.

## Memorial
În toată Rusia și în alte țări, sute de oameni s-au adunat pentru memoriale pentru victime. La Moscova, memorialul lui Kerci din Grădina Alexandru a fost decorat cu flori. Un memorial improvizat a fost creat în afara școlii, pentru ca rezidenții și supraviețuitorii să aducă flori și jucării.
În piața centrală din Kerci a avut loc un memorial deschis și o înmormântare pentru victime, cu un discurs susținut de Serghei Aksyonov, care a spus mulțimii; "Nu vrem să vorbim, vrem să plângem. Istoria Crimeei va fi împărțită în două - înainte și după 17 octombrie. Trebuie să fim puternici, trebuie să fim curajoși." A fost estimat că aproximativ 20.000 de oameni ar fi participat la înmormântarea publică din Kerci.